# 벨료프

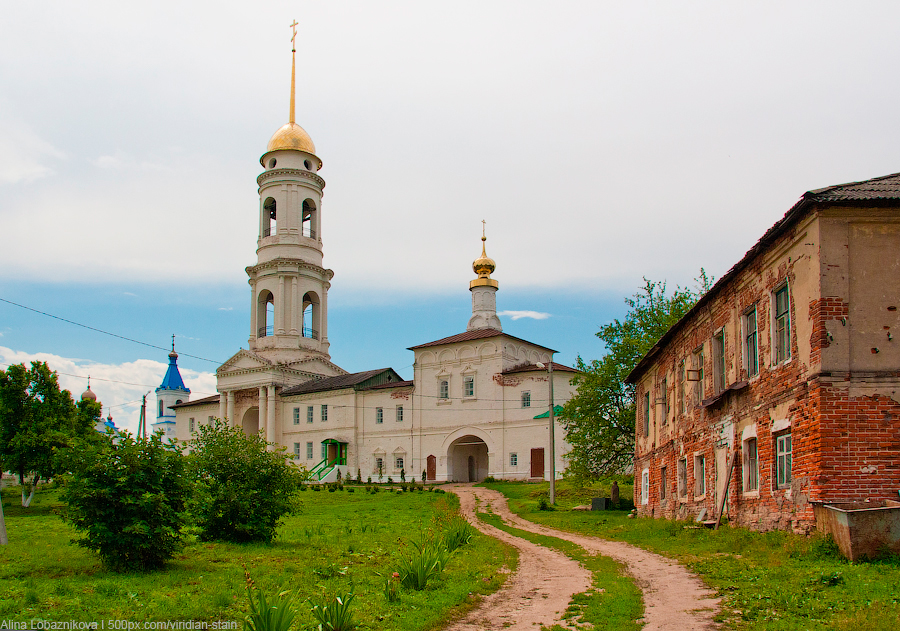

벨료프(러시아어: Белёв)는 툴라주 벨료프스키군에 속한 도시이다. 인구는 1만 6100명(2003년)이다. 오카강이 흐르고, 120 km지점에 툴라가 위치해 있다.